# Ichikikushikino
Ichikikushikino (Japans: いちき串木野市, Ichikikushikino-shi) is een Japanse stad in de prefectuur Kagoshima. In 2015 telde de stad 29.717 inwoners. 

## Geschiedenis
Op 11 oktober 2005 werd Ichikikushikino benoemd tot stad (shi). Dit gebeurde na het samenvoegen van de stad Kushikino (串木野市) en de gemeente Ichiki (市来町).

## Partnersteden
- Salinas, Verenigde Staten sinds 1979

Subprefecturen:
Kumage · Oshima

Steden:
Aira · Akune · Amami · Hioki · Ibusuki · Ichikikushikino · Isa · Izumi · Kagoshima (hoofdstad) · Kanoya · Kirishima · Makurazaki · Minamikyushu · Minamisatsuma · Nishinoomote · Satsumasendai · Shibushi · Soo · Tarumizu

Districten:
Aira · Isa · Izumi · Kagoshima · Kimotsuki · Kumage · Soo · Satsuma · Oshima

Gemeenten per district